# Дугокљуни спрудник
Дугокљуни спрудник (лат. Xenus cinereus) је мала миграторна палеарктичка врста птица водених станишта и једини је члан рода Xenus. Име је добила по реци Терек која се улива у западни део Каспијског језера, јер је први пут примећена у околини овог подручја.

## Таксономија
Xenus cinereus је формално описао и илустровао 1775. године немачки природњак Јохан Антон Гулденштет под биномним називом Scolopax cinerea. Известио је да је видео парове како се гнезде на ушћу реке Терек, где се она улива у Каспијско море. Сада је то једина врста смештена у род Xenus који је 1829. године увео немачки природњак Јохан Јакоб Кауп. Име рода Xenus потиче од старогрчке речи xenos, што значи „странац“; специфични епитет cinereus је латински за „пепељасто сив“ од речи cinis, cineris, „пепео“. Врста се сматра монотипском, нису препознате подврсте.
Међу породицама Scolopacidae, Xenus је део гране "shank - tattler - phalarope" и мање је блиско сродан "Calidris" спрудницима. На основу степена дивергенције ДНК секвенце и претпостављених фосила спрудника и лисконоге из периода око границе олигоцена и миоцена пре око 22–23 милиона година, претпоставља се да се дугокљуни спрудник одвојио од својих сродника у касном олигоцену. С обзиром на бројне базалне фосиле групе пронађене у Евразији, вероватно је да је линија дугокљуног спрудника настала тамо, вероватно тако што је изолована када су остаци Тургајског мора пресушили, што се догодило отприлике у то време.

## Опис
Нешто већи од полојке, 22-25 цм дужине, његов дугачак, нагоре закривљен кљун – донекле подсећа на кљун сабљарке, али не тако јако закривљен – чини га веома препознатљивим. Као што и само научно име имплицира, ова птица има сива леђа, лице и груди у свим врстама перја; бела обрва може бити мање или више изражена. Стомак је беличаст, а стопала су жуте боје; кљун има жућкасту основу, док је остатак црн.
Оглашавање је висок звиждук.

## Распрострањеност и екологија
Ова птица се гнезди близу воде у тајги од Финске преко северног Сибира до реке Колиме, а зими мигрира на југ до тропских обала у источној Африци, јужној Азији и Аустралији, обично преферирајући блатњава подручја. Ретка је врста луталице у западној Европи, а посебно у јесен се понекад види како пролази кроз Маријанска острва током миграције; с друге стране, на Палауу, даље од своје уобичајене миграционе руте, изразито је неуобичајена. Готово сваке године, а у скорије време све чешће, неколико птица залута на Аљаску и Алеутска и Прибилофова острва. Сваких неколико година, појединачне птице луталице се бележе у Неотропима, где стижу или као птице селице из Африке, или као северноамеричке луталице које прате локалне мочваре на југу током зиме. Такве скитнице су забележене чак и на југу, све до Аргентине.
Укупна генетска варијација код дугокљуних спрудника широм њиховог подручја је ниска, са неким доказима о контракцијама праћеним ширењем. Ипак, географски изолована популација реке Дњепар у Источној Европи показује значајну генетску диференцијацију.

### Понашање
Дугокљуни спрудник воли да се дружи са шљукама камењаркама (Arenaria interpres), мањим "Calidris" спрудницима и "Charadrius" жаларима, али не и са "Pluvialis" вивцима; примећено је да се птица луталица у Паратију ( држава Рио де Жанеиро ) упарила са пегавом полојком (Actitis macularius).

### Храњење
Храни се на препознатљив и веома активан начин, јурећи инсекте и други покретни плен, а понекад затим трчећи до ивице воде да опере свој улов.

### Гнежђење
Полаже три или четири јаја у обложену рупу на земљи.

## Статус
Ово је једна од врста на коју се примењује Споразум о очувању афричко-евроазијских птица селица водених станишта (AEWA). Широко распрострањена и често виђена, дугокљуни спрудник се не сматра угроженом врстом од стране IUCN-а.

## Галерија
- Дугокљуни спрудник Xenus cinereus, мали спрутка Calidris minuta и танкокљуни спрудник Tringa stagnatilis у резервату за дивље животиње Кришна, Андра Прадеш, Индија .
- Једење глисте у реци Шонај, Јапан .
- Јаје, Музеј колекције Висбаден
- У лету
- У Нарари, Џамнагар, Индија
- У Нарари, Џамнагар, Индија
- У округу Јунлин, Тајван.